# Jean Dujardin
Jean Dujardin, född 19 juni 1972 i Rueil-Malmaison, Hauts-de-Seine, är en fransk skådespelare, filmregissör, producent och komiker. 
Dujardins internationellt mest uppmärksammade roll är som George Valentin i den moderna stumfilmen The Artist (2011). För den blev han tilldelad en Oscar för Bästa manliga huvudroll samt vann priser i samma kategori på såväl Filmfestivalen i Cannes, Golden Globe Award, BAFTA Award som Screen Actors Guild Award.

## Filmografi (i urval)
- 2004 – Bröderna Dalton
- 2005 – Brice de Nice
- 2006 – Agent 117: Uppdrag i Kairo
- 2007 – 99 francs
- 2009 – Agent 117: Uppdrag i Rio
- 2010 – Le bruit des glaçons
- 2010 – Små vita lögner
- 2010 – A View of Love
- 2011 – The Artist
- 2013 – Kärlek och brott
- 2013 – The Wolf of Wall Street
- 2014 – The Monuments Men
- 2014 – Syndikatet
- 2016 – Kärleken är störst
- 2019 – En officer och spion